# Karel Brückner

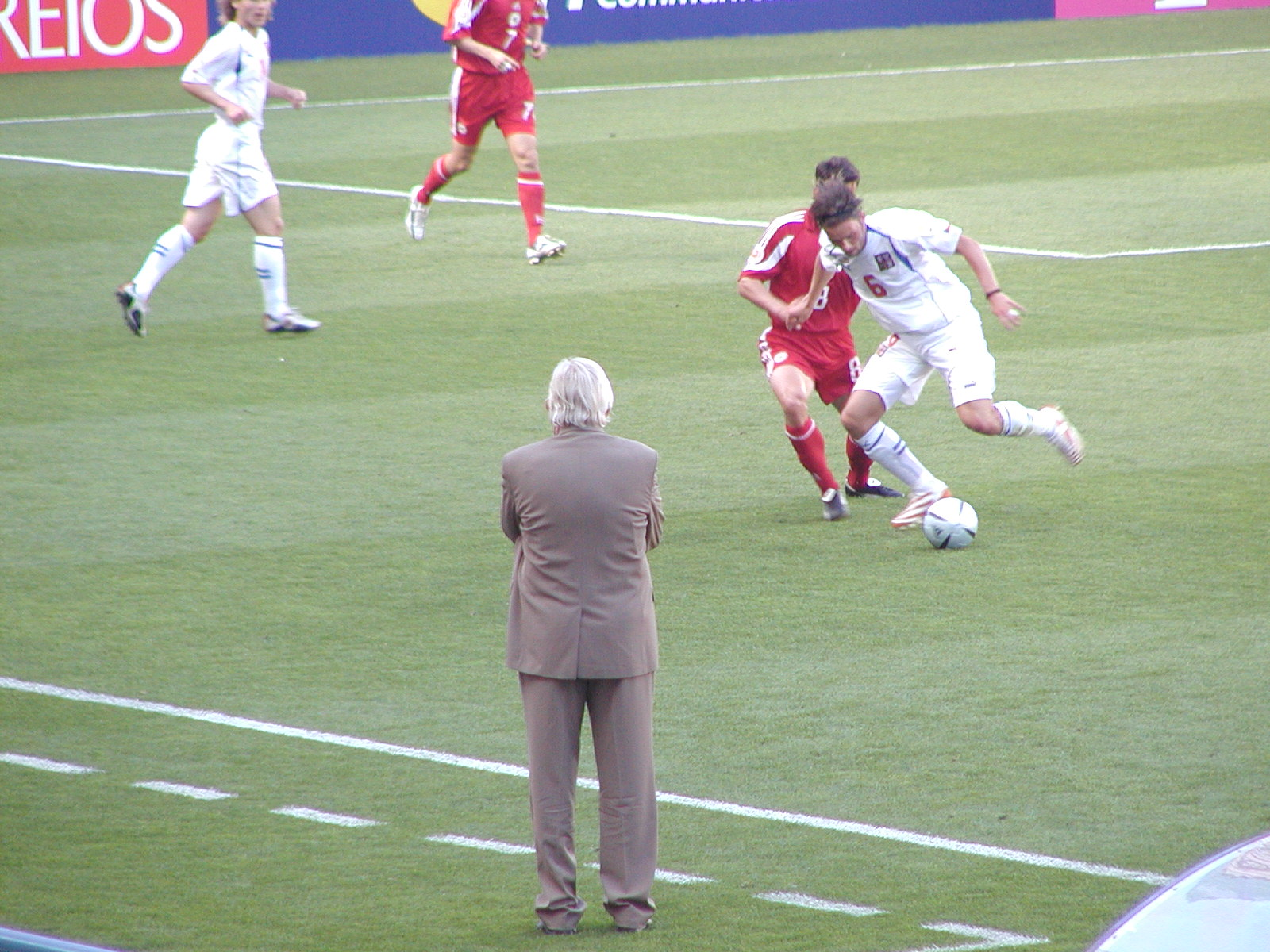
Karel Brückner coacht het Tsjechisch elftal

Karel Brückner (Olomouc, 13 november 1939) is een in Tsjechoslowakije geboren Tsjechische voetbaltrainer die van 2001 tot juni 2008 bondscoach was van het Tsjechisch voetbalelftal. Brückner was tevens zelf voetballer. Sinds juli 2008 was hij bondscoach van Oostenrijks voetbalelftal.
Brückner begon zijn trainerscarrière in de Divize D (het vierde niveau in de Tsjecho-Slowaakse voetbalpiramide), waar hij trainer was van Sigma Olomouc. In 2001 werd hij benoemd tot bondscoach van het nationale elftal, waarmee hij kwalificatie voor het WK voetbal 2002 mis liep door de play-off met België te verliezen. Wel maakte hij van Tsjechië een sterk en solide team, dat binnen no-time uit zou groeien tot een van de meest gevreesde teams in Europa en daarmee ook de wereld. Kwalificatie voor het EK voetbal 2004 was dan ook geen enkel probleem. Op dat toernooi kwam het overtuigend door de groepsfase in een groep waarin ook Duitsland, Letland en Nederland zich bevonden. Tegen Nederland boog men een 2-0-achterstand om in een 3-2-overwinning. Via een overwinning op Denemarken werd de halve finale bereikt, waarin verloren werd van de uiteindelijk zeer verrassende Europees kampioen Griekenland.
Na het EK bleef Brückner aan als bondscoach en diende hij zich te kwalificeren voor het WK voetbal 2006. Dit zou het eerste WK zijn sinds de splitsing van Tsjechoslowakije. Opnieuw zat men in een groep met Nederland en dit keer was Nederland degene die aan het langste eind trok. Zowel in Amsterdam als in Praag werd het 2-0 voor Oranje, waarmee Nederland eerste in de groep werd en rechtstreeks kwalificatie wist af te dwingen. Tsjechië werd opnieuw veroordeeld tot het spelen van een play-offduel, maar dit keer kwam men tegen Noorwegen wel als winnaar naar voren.
| Interlands Tsjechië onder leiding van Karel Brückner | Interlands Tsjechië onder leiding van Karel Brückner | Interlands Tsjechië onder leiding van Karel Brückner | Interlands Tsjechië onder leiding van Karel Brückner | Interlands Tsjechië onder leiding van Karel Brückner | Interlands Tsjechië onder leiding van Karel Brückner |
| №                                                    | Datum                                                | Plaats                                               | Competitie                                           | Wedstrijd                                            | Uitslag                                              |
| ---------------------------------------------------- | ---------------------------------------------------- | ---------------------------------------------------- | ---------------------------------------------------- | ---------------------------------------------------- | ---------------------------------------------------- |
| 1                                                    | 12.02.2002                                           | Larnaca                                              | Vriendschappelijk                                    | Tsjechië – Hongarije                                 | 2–0                                                  |
| 2                                                    | 13.02.2002                                           | Strovolos                                            | Vriendschappelijk                                    | Cyprus – Tsjechië                                    | 3–4                                                  |
| 3                                                    | 27.03.2002                                           | Cardiff                                              | Vriendschappelijk                                    | Wales – Tsjechië                                     | 0–0                                                  |
| 4                                                    | 17.04.2002                                           | Ioannina                                             | Vriendschappelijk                                    | Griekenland – Tsjechië                               | 0–0                                                  |
| 5                                                    | 18.05.2002                                           | Praag                                                | Vriendschappelijk                                    | Tsjechië – Italië                                    | 1–0                                                  |
| 6                                                    | 21.08.2002                                           | Olomouc                                              | Vriendschappelijk                                    | Tsjechië – Slowakije                                 | 4–1                                                  |
| 7                                                    | 06.09.2002                                           | Praag                                                | Vriendschappelijk                                    | Tsjechië – Joegoslavië                               | 5–0                                                  |
| 8                                                    | 12.10.2002                                           | Chișinău                                             | EK-kwalificatie                                      | Moldavië – Tsjechië                                  | 0–2                                                  |
| 9                                                    | 16.10.2002                                           | Teplice                                              | EK-kwalificatie                                      | Tsjechië – Wit-Rusland                               | 2–0                                                  |
| 10                                                   | 20.11.2002                                           | Teplice                                              | Vriendschappelijk                                    | Tsjechië – Zweden                                    | 3–3                                                  |
| 11                                                   | 12.02.2003                                           | Saint-Denis                                          | Vriendschappelijk                                    | Frankrijk – Tsjechië                                 | 0–2                                                  |
| 12                                                   | 29.03.2003                                           | Rotterdam                                            | EK-kwalificatie                                      | Nederland – Tsjechië                                 | 1–1                                                  |
| 13                                                   | 02.04.2003                                           | Praag                                                | EK-kwalificatie                                      | Tsjechië – Oostenrijk                                | 4–0                                                  |
| 14                                                   | 30.04.2003                                           | Teplice                                              | Vriendschappelijk                                    | Tsjechië – Turkije                                   | 4–0                                                  |
| 15                                                   | 11.06.2003                                           | Olomouc                                              | EK-kwalificatie                                      | Tsjechië – Moldavië                                  | 5–0                                                  |
| 16                                                   | 06.09.2003                                           | Minsk                                                | EK-kwalificatie                                      | Wit-Rusland – Tsjechië                               | 1–3                                                  |
| 17                                                   | 10.09.2003                                           | Praag                                                | EK-kwalificatie                                      | Tsjechië – Nederland                                 | 3–1                                                  |
| 18                                                   | 11.10.2003                                           | Wenen                                                | EK-kwalificatie                                      | Oostenrijk – Tsjechië                                | 2–3                                                  |
| 19                                                   | 12.11.2003                                           | Teplice                                              | Vriendschappelijk                                    | Tsjechië – Canada                                    | 5–1                                                  |
| 20                                                   | 18.02.2004                                           | Palermo                                              | Vriendschappelijk                                    | Italië – Tsjechië                                    | 2–2                                                  |
| 21                                                   | 31.03.2004                                           | Dublin                                               | Vriendschappelijk                                    | Ierland – Tsjechië                                   | 2–1                                                  |
| 22                                                   | 28.04.2004                                           | Praag                                                | Vriendschappelijk                                    | Tsjechië – Japan                                     | 0–1                                                  |
| 23                                                   | 02.06.2004                                           | Praag                                                | Vriendschappelijk                                    | Tsjechië – Bulgarije                                 | 3–1                                                  |
| 24                                                   | 06.06.2004                                           | Teplice                                              | Vriendschappelijk                                    | Tsjechië – Estland                                   | 2–0                                                  |
| 25                                                   | 15.06.2004                                           | Aveiro                                               | EK-eindronde                                         | Tsjechië – Letland                                   | 2–1                                                  |
| 26                                                   | 19.06.2004                                           | Aveiro                                               | EK-eindronde                                         | Tsjechië – Nederland                                 | 3–2                                                  |
| 27                                                   | 23.06.2004                                           | Lissabon                                             | EK-eindronde                                         | Tsjechië – Duitsland                                 | 2–1                                                  |
| 28                                                   | 27.06.2004                                           | Porto                                                | EK-eindronde                                         | Tsjechië – Denemarken                                | 3–0                                                  |
| 29                                                   | 01.07.2004                                           | Porto                                                | EK-eindronde                                         | Tsjechië – Griekenland                               | 0–1                                                  |
| 30                                                   | 18.08.2004                                           | Praag                                                | Vriendschappelijk                                    | Tsjechië – Griekenland                               | 0–0                                                  |
| 31                                                   | 08.09.2004                                           | Amsterdam                                            | WK-kwalificatie                                      | Nederland – Tsjechië                                 | 2–0                                                  |
| 32                                                   | 09.10.2004                                           | Praag                                                | WK-kwalificatie                                      | Tsjechië – Roemenië                                  | 1–0                                                  |
| 33                                                   | 13.10.2004                                           | Jerevan                                              | WK-kwalificatie                                      | Armenië – Tsjechië                                   | 0–3                                                  |
| 34                                                   | 17.11.2004                                           | Skopje                                               | WK-kwalificatie                                      | Macedonië – Tsjechië                                 | 0–2                                                  |
| 35                                                   | 09.02.2005                                           | Celje                                                | Vriendschappelijk                                    | Slovenië – Tsjechië                                  | 0–3                                                  |
| 36                                                   | 26.03.2005                                           | Teplice                                              | WK-kwalificatie                                      | Tsjechië – Finland                                   | 4–3                                                  |
| 37                                                   | 30.03.2005                                           | Andorra la Vella                                     | WK-kwalificatie                                      | Andorra – Tsjechië                                   | 0–4                                                  |
| 38                                                   | 04.06.2005                                           | Liberec                                              | WK-kwalificatie                                      | Tsjechië – Andorra                                   | 8–1                                                  |
| 39                                                   | 08.06.2005                                           | Teplice                                              | WK-kwalificatie                                      | Tsjechië – Macedonië                                 | 6–1                                                  |
| 40                                                   | 17.08.2005                                           | Gotenburg                                            | Vriendschappelijk                                    | Zweden – Tsjechië                                    | 2–1                                                  |
| 41                                                   | 02.09.2005                                           | Constanţa                                            | WK-kwalificatie                                      | Roemenië – Tsjechië                                  | 2–0                                                  |
| 42                                                   | 07.09.2005                                           | Olomouc                                              | WK-kwalificatie                                      | Tsjechië – Armenië                                   | 4–1                                                  |
| 43                                                   | 08.10.2005                                           | Praag                                                | WK-kwalificatie                                      | Tsjechië – Nederland                                 | 0–2                                                  |
| 44                                                   | 12.10.2005                                           | Helsinki                                             | WK-kwalificatie                                      | Finland – Tsjechië                                   | 0–3                                                  |
| 45                                                   | 12.11.2005                                           | Oslo                                                 | WK-kwalificatie                                      | Noorwegen – Tsjechië                                 | 0–1                                                  |
| 46                                                   | 16.11.2005                                           | Praag                                                | WK-kwalificatie                                      | Tsjechië – Noorwegen                                 | 1–0                                                  |
| 47                                                   | 01.03.2006                                           | Izmir                                                | Vriendschappelijk                                    | Turkije – Tsjechië                                   | 2–2                                                  |
| 48                                                   | 26.05.2006                                           | Innsbruck                                            | Vriendschappelijk                                    | Tsjechië – Saoedi-Arabië                             | 2–0                                                  |
| 49                                                   | 30.05.2006                                           | Jablonec                                             | Vriendschappelijk                                    | Tsjechië – Costa Rica                                | 1–0                                                  |
| 50                                                   | 03.06.2006                                           | Praag                                                | Vriendschappelijk                                    | Tsjechië – Trinidad en T.                            | 3–0                                                  |
| 51                                                   | 12.06.2006                                           | Gelsenkirchen                                        | WK-eindronde                                         | Verenigde Staten – Tsjechië                          | 0–3                                                  |
| 52                                                   | 17.06.2006                                           | Keulen                                               | WK-eindronde                                         | Ghana – Tsjechië                                     | 2–0                                                  |
| 53                                                   | 22.06.2006                                           | Hamburg                                              | WK-eindronde                                         | Tsjechië – Italië                                    | 0–2                                                  |
| 54                                                   | 16.08.2006                                           | Uherské Hradiště                                     | Vriendschappelijk                                    | Tsjechië – Servië                                    | 1–3                                                  |
| 55                                                   | 02.09.2006                                           | Teplice                                              | EK-kwalificatie                                      | Tsjechië – Wales                                     | 2–1                                                  |
| 56                                                   | 06.09.2006                                           | Bratislava                                           | EK-kwalificatie                                      | Slowakije – Tsjechië                                 | 0–3                                                  |
| 57                                                   | 07.10.2006                                           | Liberec                                              | EK-kwalificatie                                      | Tsjechië – San Marino                                | 7–0                                                  |
| 58                                                   | 11.10.2006                                           | Dublin                                               | EK-kwalificatie                                      | Ierland – Tsjechië                                   | 1–1                                                  |
| 59                                                   | 15.11.2006                                           | Praag                                                | Vriendschappelijk                                    | Tsjechië – Denemarken                                | 1–1                                                  |
| 60                                                   | 07.02.2007                                           | Brussel                                              | Vriendschappelijk                                    | België – Tsjechië                                    | 0–2                                                  |
| 61                                                   | 24.03.2007                                           | Praag                                                | EK-kwalificatie                                      | Tsjechië – Duitsland                                 | 1–2                                                  |
| 62                                                   | 28.03.2007                                           | Liberec                                              | EK-kwalificatie                                      | Tsjechië – Cyprus                                    | 1–0                                                  |
| 63                                                   | 02.06.2007                                           | Cardiff                                              | EK-kwalificatie                                      | Wales – Tsjechië                                     | 0–0                                                  |
| 64                                                   | 22.08.2007                                           | Wenen                                                | Vriendschappelijk                                    | Oostenrijk – Tsjechië                                | 1–1                                                  |
| 65                                                   | 08.09.2007                                           | Serravalle                                           | EK-kwalificatie                                      | San Marino – Tsjechië                                | 0–3                                                  |
| 66                                                   | 12.09.2007                                           | Praag                                                | EK-kwalificatie                                      | Tsjechië – Ierland                                   | 1–0                                                  |
| 67                                                   | 17.10.2007                                           | München                                              | EK-kwalificatie                                      | Duitsland – Tsjechië                                 | 0–3                                                  |
| 68                                                   | 17.11.2007                                           | Praag                                                | EK-kwalificatie                                      | Tsjechië – Slowakije                                 | 3–1                                                  |
| 69                                                   | 21.11.2007                                           | Strovolos                                            | EK-kwalificatie                                      | Cyprus – Tsjechië                                    | 0–2                                                  |
| 70                                                   | 06.02.2008                                           | Larnaca                                              | Vriendschappelijk                                    | Tsjechië – Polen                                     | 0–2                                                  |
| 71                                                   | 26.03.2008                                           | Herning                                              | Vriendschappelijk                                    | Denemarken – Tsjechië                                | 1–1                                                  |
| 72                                                   | 27.05.2008                                           | Praag                                                | Vriendschappelijk                                    | Tsjechië – Litouwen                                  | 2–0                                                  |
| 73                                                   | 30.05.2008                                           | Praag                                                | Vriendschappelijk                                    | Tsjechië – Schotland                                 | 3–1                                                  |
| 74                                                   | 07.06.2008                                           | Basel                                                | EK-eindronde                                         | Zwitserland – Tsjechië                               | 0–1                                                  |
| 75                                                   | 11.06.2008                                           | Lancy                                                | EK-eindronde                                         | Tsjechië – Portugal                                  | 1–3                                                  |
| 76                                                   | 15.06.2008                                           | Lancy                                                | EK-eindronde                                         | Tsjechië – Turkije                                   | 2–3                                                  |

| Interlands Oostenrijk onder leiding van Karel Brückner | Interlands Oostenrijk onder leiding van Karel Brückner | Interlands Oostenrijk onder leiding van Karel Brückner | Interlands Oostenrijk onder leiding van Karel Brückner | Interlands Oostenrijk onder leiding van Karel Brückner | Interlands Oostenrijk onder leiding van Karel Brückner |
| №                                                      | Datum                                                  | Plaats                                                 | Competitie                                             | Wedstrijd                                              | Uitslag                                                |
| ------------------------------------------------------ | ------------------------------------------------------ | ------------------------------------------------------ | ------------------------------------------------------ | ------------------------------------------------------ | ------------------------------------------------------ |
| 1                                                      | 20.08.2008                                             | Nice                                                   | Vriendschappelijk                                      | Oostenrijk – Italië                                    | 2–2                                                    |
| 2                                                      | 06.09.2008                                             | Wenen                                                  | WK-kwalificatie                                        | Oostenrijk – Frankrijk                                 | 3–1                                                    |
| 3                                                      | 10.09.2008                                             | Marijampolė                                            | WK-kwalificatie                                        | Litouwen – Oostenrijk                                  | 2–0                                                    |
| 4                                                      | 11.10.2008                                             | Tórshavn                                               | WK-kwalificatie                                        | Faeröer – Oostenrijk                                   | 1–1                                                    |
| 5                                                      | 15.10.2008                                             | Wenen                                                  | WK-kwalificatie                                        | Oostenrijk – Servië                                    | 1–3                                                    |
| 6                                                      | 19.11.2008                                             | Wenen                                                  | Vriendschappelijk                                      | Oostenrijk – Turkije                                   | 2–4                                                    |
| 7                                                      | 11.02.2009                                             | Graz                                                   | Vriendschappelijk                                      | Oostenrijk – Zweden                                    | 0–2                                                    |

## Trivia
- De oosttribune van het Andrův stadion is naar Karel Brückner vernoemd.[1]